# ديفيد كابلان (صحفي أمريكي)
ديفيد كابلان (بالإنجليزية: David Kaplan)‏ هو صحفي أمريكي، ولد في 1947، وتوفي في 13 أغسطس 1992 في سراييفو في البوسنة والهرسك.